# 林昌二

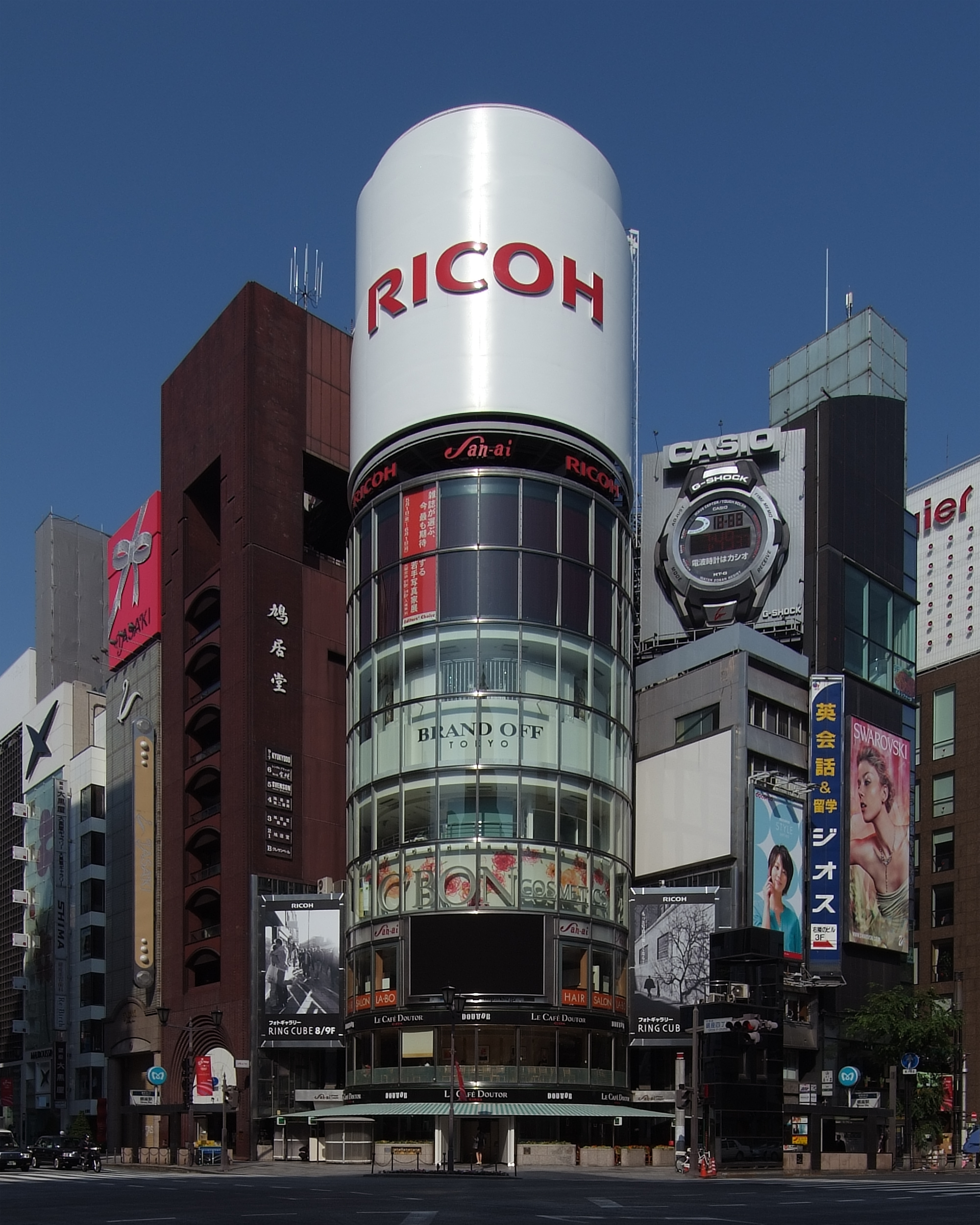
三愛ドリームセンター （1962年）

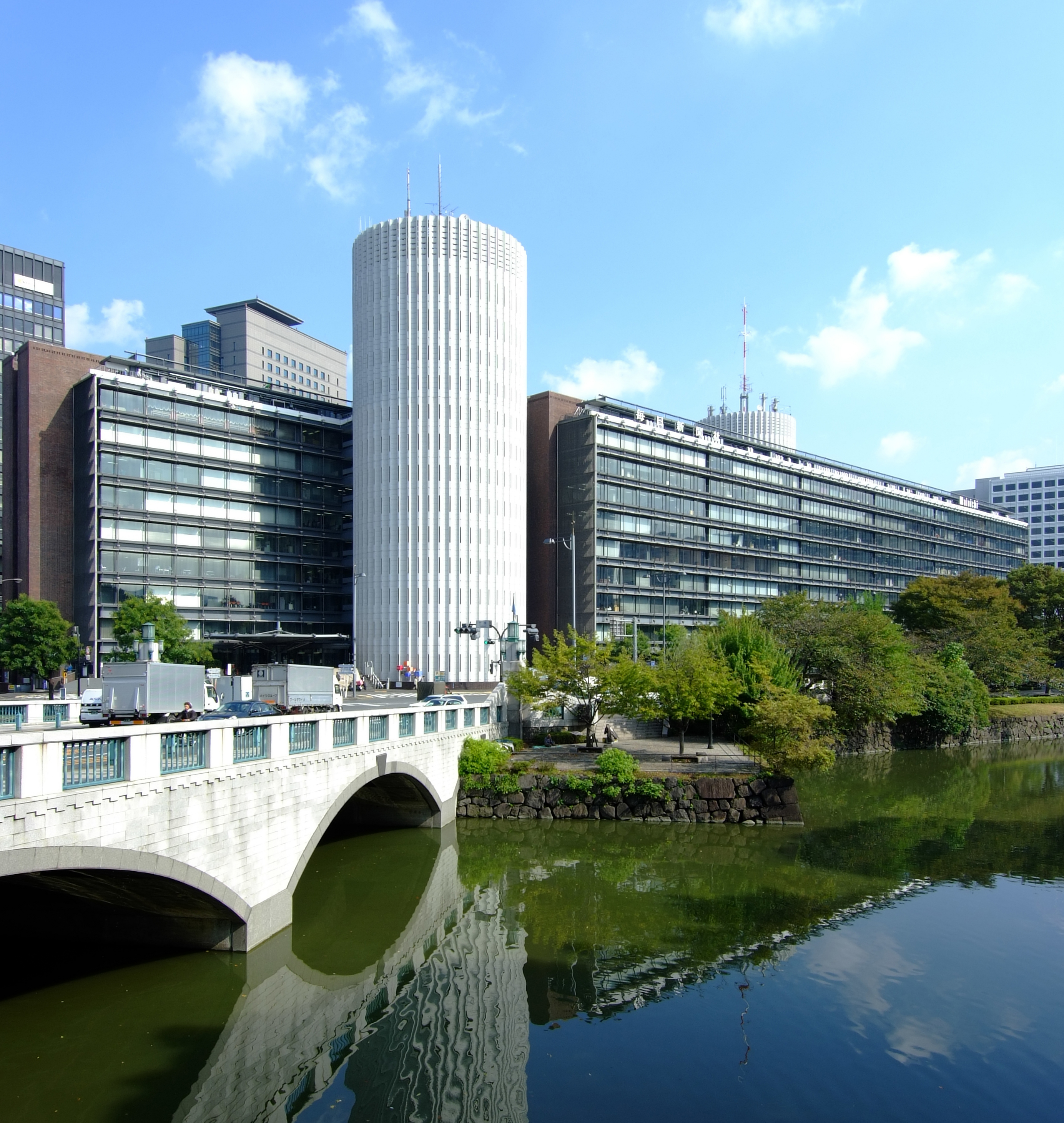
パレスサイドビルディング（1966年）

林 昌二（はやし しょうじ、1928年9月23日 - 2011年11月30日）は、日本の建築家。日建設計で、チーフアーキテクトとして活躍。1971年にはポーラ五反田ビルで日本建築学会賞作品賞を受賞した。夫人は建築家の林雅子。

## 略歴
- 1945年 東京高等師範学校附属中学校（現・筑波大学附属中学校・高等学校）卒業。
- 1953年 東京工業大学工学部建築学科卒業。日建設計工務株式会社（現・株式会社日建設計）入社。
- 1973年 同社取締役。以後、副社長、副会長等を歴任。
- 2011年11月30日 死去[1]。83歳没。

## 主要作品
- 旧掛川市庁舎（1955年）現存せず
- 三愛ドリームセンター （1962年）
- パレスサイドビルディング （1966年）
- 信濃美術館（1966年）
- 大阪万博リコー館（1970年）現存せず
- ポーラ五反田ビル （1971年）
- 日本IBM本社ビル（1971年）現存せず
- 中野サンプラザ（1973年）
- 三井物産ビル（1976年）現存せず
- 新宿NSビル（1982年）
- 三井住友海上駿河台ビル（1984年）
- 日本興亜馬車道ビル（1989年）
- 文京シビックセンター（1994年）
- 掛川市庁舎（1996年）